# トーキー

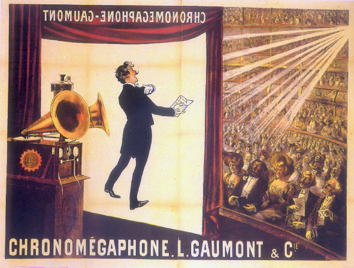
ゴーモンの発声映画を宣伝するポスター（1902年）

トーキー（英: talkie）は、映像と音声が同期した映画のこと。サイレント映画（無声映画）の対義語として「トーキー映画」と呼ばれることもあるが冗語である。無声映画の対義語としては「発声映画」と呼ばれる。音声が同期した映画が一般的な現在では、あえて「トーキー」と呼ぶことはない。発声映画が最初に上映されたのは1900年のパリでのことだったが、商業的に成り立つにはさらに10年以上を要した。当初は映画フィルムとは別にレコード盤に録音したものを使っていたため同期が難しく、しかも録音や再生の音質も不十分だった。サウンドカメラの発明によって同期が簡単になり、1923年4月にニューヨークで世界で初めてその技術を使った短編映画が一般上映された。
発声映画の商業化への第一歩はアメリカ合衆国で1920年代後半に始まった。トーキーという名称はこのころに生まれた。当初は短編映画ばかりで、長編映画には音楽や効果音だけをつけていた。長編映画としての世界初のトーキーは、1927年10月公開のアメリカ映画『ジャズ・シンガー』（ワーナー・ブラザース製作・配給）であり、ヴァイタフォン方式だった。これは、前述のレコード盤に録音したものを使う方式で、その後はサウンド・オン・フィルム方式（サウンドトラック方式）がトーキーの主流となった。翌1928年に、サウンドトラック方式を採用したウォルト・ディズニー・プロダクション製作の『蒸気船ウィリー』が公開される。『蒸気船ウィリー』は短編ながら、初のクリックトラックを採用した映画である。しかし、世界初のトーキーアニメーション映画に関しては、1924年から1927年にかけて、フライシャー・スタジオが手掛けた『ソング・カー・テューンズ』がすでに公開されている。
1930年代に入るとトーキーは世界的に大人気となった。アメリカ合衆国ではハリウッドが映画文化と映画産業の一大中心地となることにトーキーが一役買った（アメリカ合衆国の映画参照）。ヨーロッパや他の地域では無声映画の芸術性がトーキーになると失われると考える映画製作者や評論家が多く、当初はかなり懐疑的だった。日本映画でもサウンド版トーキーを経て、1931年（昭和6年）8月に封切りされた『マダムと女房』（松竹キネマ製作、五所平之助監督、北村小松脚本、田中絹代主演）がスタジオで製作された初の全編トーキー作品となった。しかし、活動弁士が無声映画に語りを添える上映形態が主流だったため、トーキーが根付くにはかなり時間がかかった。インドの映画はトーキーの到来によって急速に成長し、1960年代以降はアメリカを抜き、世界一の映画製作数を誇るようになった。

## 歴史

### トーキー以前

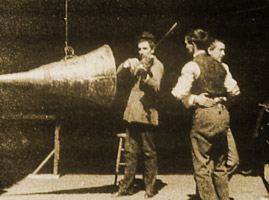
ウィリアム・K・L・ディクソンが製作した「Dickson Experimental Sound Film」（1894年または1895年）の一場面。トーマス・エジソンのキネトフォン（キネトスコープと蓄音機を組み合わせたもの）の初期のバージョンの試験用に製作された。

映像と同時に音を録音するというアイデアは、映画そのものと同じくらい古くからある。1888年2月27日、先駆的写真家エドワード・マイブリッジはトーマス・エジソンの研究所にほど近い場所で講演を行い、この2人の発明家は個人的に会った。マイブリッジは商業映画が誕生する6年前のこのときに、彼の発明したズープラクシスコープの動画とエジソンの蓄音機の技術を組合せ、発声映画を作ることを提案したと後に主張している。合意に達することはなかったが、その1年以内にエジソンは覗き込む方式のキネトスコープを開発し、これに円筒型蓄音機の音楽を組み合わせた興行を行った。この2つを組み合わせたキネトフォンが1895年に作られたが、フィルム映写方式が成功したことで覗き見方式はすぐに廃れることになった。1899年、スイス生まれの発明家フランソワ・デュソーの発明に基づく映写式発声映画システム「キネマクロノグラフ」または「フォノラマ」がパリで公開された。これはキネトフォンと同様、観客がイヤホンをつける必要があった。フランスの Clément-Maurice Gratioulet と Henri Lioret は発声映画システム Phono-Cinéma-Théâtre を開発し、1900年のパリ万国博覧会で演劇、オペラ、バレエなどを扱った短編映画を上映した。フィルムを映写し、音をスピーカーで鳴らすという形の世界初の上映とされている。パリ万博では他に前述のフォノラマやテアトロスコープというシステムも公開された。
映像と音声を別々に記録・再生する方式には、3つの大きな問題があった。最大の問題は同期である。別々に記録してあるため、完全に同時にスタートさせ、常に同期をとるのは非常に難しい。また十分な音量で再生することも難しかった。映像の方はすぐに大きなスクリーンに映写できるようになったが、真空管による電気的増幅が可能になるまで、観客席全体に響くような大音量を出すことはできなかった。最後の問題は録音の音質である。当時の録音システムでは、演奏者が面倒な録音装置の目の前で演奏しない限り、極めて聞き取りにくい音声しか録音できなかった。そのため、撮影と同時に録音する場合、映画の題材が限られることになった。

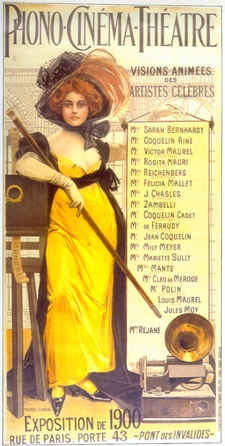
サラ・ベルナールが描かれたポスター。GratiouletとLioretのシステムを使い1900年のパリ万博で18人の有名アーティストの動画を上映することを告知したもの

様々な方式で同期問題の根本的対処が試みられた。多くのシステムが蓄音機とレコードを利用しており、これをサウンド・オン・ディスク技術と呼ぶ。円盤式レコード自体は発明者のエミール・ベルリナーに因んで「ベルリナー盤」と呼ばれた。1902年、レオン・ゴーモンが独自のサウンド・オン・ディスク方式Chronophoneを公開した。これには映写機と蓄音機を電気的に接続する特許が使われていた。4年後、ゴーモンはイギリスの発明家 Horace Short と Charles Parsons の開発した Auxetophone に基づいた圧縮空気による増幅システム Elgéphone を開発した。期待を集めたものの、ゴーモンの技術革新は商業的にはあまり成功しなかった。発声映画の3つの問題を完全に解決したわけではなく、その上高価だった。そのころ、ゴーモンのライバルとしてアメリカの発明家E・E・ノートンのCameraphoneがあった（円筒式なのか円盤式なのか資料によってまちまちである）。こちらもChronophoneと似たような理由で成功には至らなかった。
1913年、エジソンは1895年のシステムと同じくキネトフォンと名付けた映写式の発声映画システムを開発した（音源は円筒式レコード）。蓄音機は映写機内の複雑に配置された滑車と接続されており、理想的条件下では同期できた。しかし実際の上映が理想的条件でなされることは滅多にないため、この改良型キネトフォンは1年ほどで姿を消した。1910年代中ごろには、発声映画の商業化の熱が一時的に低下した。宗教団体エホバの証人は人類の起源についての自説を広めるため、1914年からアメリカ合衆国各地を巡回して The Photo-Drama of Creation を上映した。これは8時間もの超大作で、別に録音された説教と音楽を蓄音機で同時に再生していた。
そのころ、技術革新は重要な局面を迎えていた。1907年、フランス生まれでロンドンで活動していたユージン・ロースト（1886年から1892年までエジソンの下で働いていた）がサウンド・オン・フィルム技術の世界初の特許を取得した。これは、音声を光の波に変換し、セルロイド上に焼き付けるというものである。歴史家Scott Eymanは次のように解説している。
サウンド・オン・フィルム方式は発声映画の標準となったが、ロースト自身は自分の発明をうまく活用できなかった。1914年、フィンランドの発明家 Eric Tigerstedt は独自のサウンド・オン・フィルム方式の特許をドイツで取得し（#309,536）、同年ベルリンの科学者らの前で試験上映を行った。ハンガリーの技術者 Denes Mihaly も1918年に独自のサウンド・オン・フィルム方式の特許を出願している。こちらの特許が成立したのは4年後である。しかし、これらのシステムは音をどこにどう記録するかという部分では様々だが、いずれも商業的に成功するには至っていない。ハリウッドの大手スタジオも発声映画ではほとんど利益を上げられなかった。

### 重要な技術革新
多数の技術革新により、1920年代後半における発声映画の商業化が可能となった。サウンド・オン・フィルム方式とサウンド・オン・ディスク方式の両方で技術革新がなされた。
サウンド・オン・フィルム方式では、1919年、アメリカの発明家リー・ド・フォレストがサウンド・オン・フィルム方式の商業化を可能にするいくつかの特許を取得した。ド・フォレストのシステムでは、サウンドトラックは映画のフィルムの端に焼き付けられている。録音時に映像と音声がしっかり同期していれば、確実に再生時にも同期できる。ド・フォレストはその後4年間、他の発明家セオドア・ケースから関連する特許のライセンスを受け、システムの改良に取り組んだ。
イリノイ大学ではポーランド出身の工学者 Joseph Tykociński-Tykociner も同様の研究を独自に行っていた。1922年6月9日、彼はアメリカ電気学会(AIEE)の会員に対してサウンド・オン・フィルム方式のデモンストレーションを公開した。ローストやTigerstedtと同様、Tykocinerのシステムも商業的に成功することはなかった。ただし、ド・フォレストは間もなく成功を収めることになった。

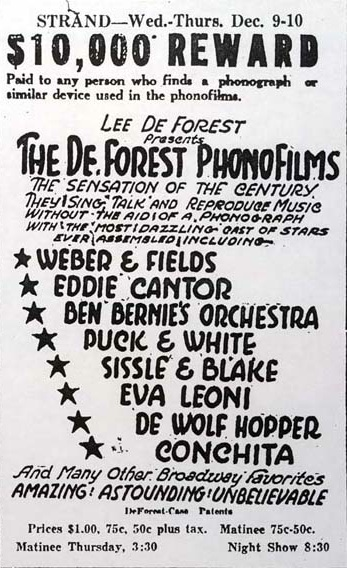
ド・フォレストのフォノフィルムの短編映画の新聞広告（1925年）。蓄音機を使っていない点を強調している。

1923年4月15日、ニューヨーク市のリボリ劇場で世界初のサウンド・オン・フィルム方式の映画が商業上映された。ド・フォレストのフォノフィルムと題して複数の短編映画とサイレントの長編映画を組み合わせた上映だった。同年6月、ド・フォレストはフォノフィルムの重要な特許について従業員 Freeman Harrison Owens との法廷闘争に入った。法廷では最終的にド・フォレストが勝ったが、今日ではOwensが主たる発明者だったと認められている。翌年、ド・フォレストのスタジオはトーキーとして撮影された最初の商用劇映画 Love's Old Sweet Song（2巻、監督 J. Searle Dawley、主演 Una Merkel）を公開した。しかし、フォノフィルム作品の多くはオリジナルのドラマではなく、有名人のドキュメンタリー、流行歌の演奏シーン、喜劇などだった。カルビン・クーリッジ大統領、オペラ歌手の Abbie Mitchell、ボードヴィルのスター Phil Baker、Ben Bernie、エディ・カンター、Oscar Levant といった人々が初期のフォノフィルムの映画に登場していた。ハリウッドは新技術に懐疑的で慎重だった。Photoplay誌の編集者ジェームズ・カークは1924年3月、「ド・フォレスト氏は言う『トーキーは完成した。ひまし油と同じように』と」と書いている。ド・フォレストの方式は1927年までアメリカ国内で十数本の短編映画に使われ続けた。イギリスでは数年長く使われ、British Talking Pictures の子会社である British Sound Film Productions による短編映画と長編映画が作られた。1930年末までにフォノフィルムの商業利用は衰退した。
ヨーロッパでも独自にサウンド・オン・フィルム方式を開発する人々がいた。1919年、ド・フォレストが特許を取得したのと同じ年、3人のドイツ人発明家がトリ＝エルゴン音響システムの特許を取得した。1922年9月17日、劇映画 Der Brandstifter を含むトリ＝エルゴンのサウンド・オン・フィルム方式の映画がベルリンの Alhambra Kino で招待客に公開された。ヨーロッパではこのトリ＝エルゴンが一時主流となった。1923年には2人のデンマーク人技師 Axel Petersen と Arnold Poulsen が映画のフィルムとは別のフィルムに音声を録音し、2本のフィルムを並行させて映写・再生する方式の特許を取得した。これをゴーモンがライセンス取得し、Cinéphone の名前で商業化した。
フォノフィルムが衰退したのはアメリカ国内の競争の激化が原因だった。1925年9月にはド・フォレストとケースの事業はうまく行かなくなってきた。翌年7月、ケースは当時ハリウッドで3番目の大手スタジオだったフォックス・フィルムに加わり、フォックス・ケース社を創設した。ケースは助手の Earl Sponable と共に新たなトーキーシステム「ムービートーン」を開発し、これがハリウッドの大手スタジオが支配する初のトーキーシステムとなった。翌年フォックスは北米でのトリ＝エルゴンの権利も買い取ったが、ムービートーンの方が優れていることが判明し、両者を統合することで新たな利点を得ようと考えたものの、統合は事実上不可能だった。1927年にはド・フォレストとの訴訟に敗れた Freeman Owens を雇った。彼はトーキーのカメラ組み立てに特に熟達していたためである。
サウンド・オン・ディスク方式はサウンド・オン・フィルム方式と並行して改良が進んだ。蓄音機のターンテーブルを特殊仕様の映写機と相互接続して同期するようになっていた。1921年、Orlando Kellum が開発したフォトキネマシステムは、D・W・グリフィスの失敗に終わった無声映画『夢の街 (en)』に音を同期させるのに使われた。出演者の Ralph Graves がラブソングを歌うシーンが追加で撮影され、同時に録音が行われた。台詞も録音したが、出来が悪かったため、その部分は公開されなかった。1921年5月1日、ラブソング部分を追加した『夢の街』がニューヨークで公開され、撮影と同時に録音した部分を含む世界初の長編映画となった。同様の映画が製作されるのは6年後のことである。

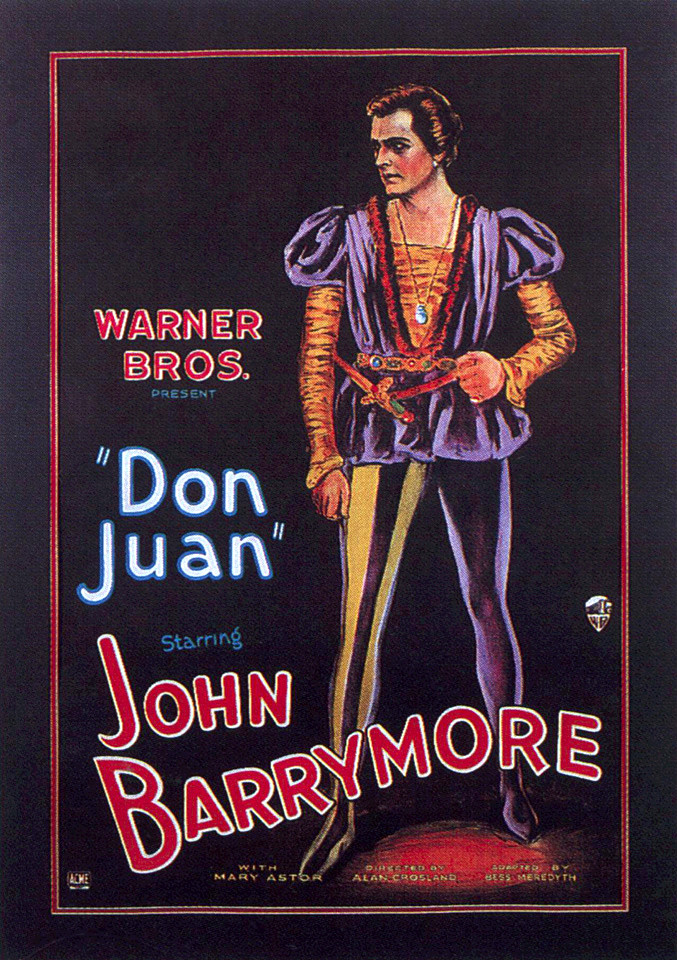
ワーナー・ブラザース『ドン・ファン』（1926年）のポスター。全編に同期サウンドトラックを採用した初期の映画の1つ。ハリウッド初の録音技師 George Groves が関わった映画であり、彼は44年後に『ウッドストック/愛と平和と音楽の三日間』の音響を監修している。

1925年、当時はまだ小さなスタジオだったワーナー・ブラザースは、ニューヨークのヴィタグラフ・スタジオを買い取り、そこでサウンド・オン・ディスク方式の実験を開始した。ワーナーはこれをヴァイタフォンと名付け、3時間近い長編映画『ドン・ファン』に採用し、1926年8月6日に公開した。同期音声を付けた長編映画としては世界初であり、サウンドトラックには音楽と効果音が含まれているが台詞は録音されていない。つまり、本来は無声映画として撮影されたものだった。ただし『ドン・ファン』と同時に8本の短編映画（クラシック演奏など）とMPAA会長 Will H. Hays による4分の紹介映画が上映されており、これらは全て撮影と同時に録音されている。これらがハリウッドによる初の発声映画と言える。ワーナーは同年10月にも『ドン・ファン』と同様の手法で The Better 'Ole という映画を製作し公開している。
サウンド・オン・フィルム方式はサウンド・オン・ディスク方式に対して次のような根本的利点があるため、優勢となっていった。
- 同期:同期機構には完全な信頼性があるとは言えず、レコード盤で音飛びしたり、フィルムの速度が変化するなどして同期が崩れることがある。そのため、人間が常に監視して調整する必要があった。
- 編集:レコード盤は直接編集できない。このため、フィルムを編集するとレコード盤に録音された音声と同期しなくなってしまう。
- 配給:蓄音機のレコード盤は当時はまだ高価で、配給作業も複雑化させた。
- 摩損:レコード盤を繰り返し再生していると、摩損していく。約20回上映すると新しいレコード盤に交換する必要があった[36]。

それにも関わらず、初期のサウンド・オン・ディスク方式はサウンド・オン・フィルム方式に対して次の2点で優っていた。
- 製作コストと設備投資:フィルムに音を焼き付けるよりもレコード盤に録音する方が一般に安価だった。また、蓄音機のターンテーブルと映写機のインターロック機構の方が、フィルム上のサウンドトラックから音を再生する機構よりも安価だった。
- 音質:蓄音機を使ったシステム、特にヴァイタフォンは（少なくとも最初の数回の上映では）当時のサウンド・オン・フィルム方式よりもダイナミックレンジが広かった。サウンド・オン・フィルム方式の方が周波数特性が一般に優れているが、同時に歪みと雑音も多かった[37][38]。

サウンド・オン・フィルム方式が改良されるにつれて、これらの欠点は克服されていった。

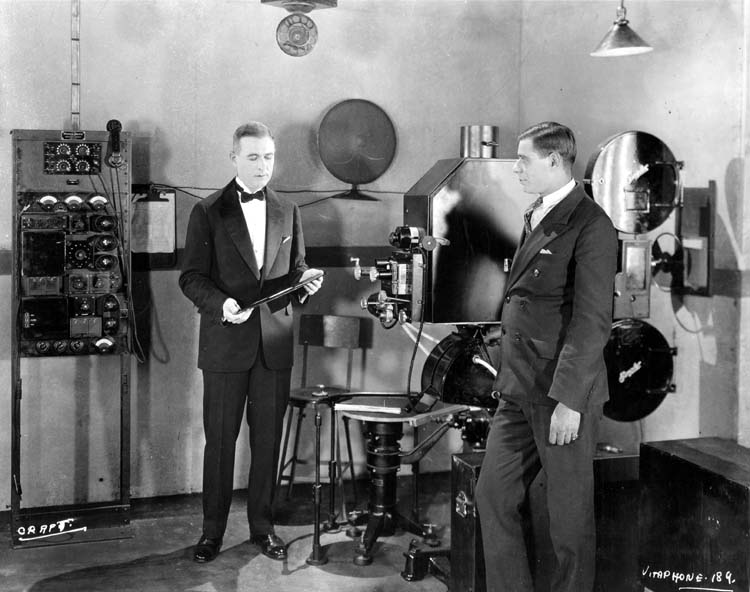
ウェスタン・エレクトリックの技術者 E. B. Craft（左）がヴァイタフォンシステムを実演しているところ。ヴァイタフォンのレコード盤は約11分の音声を録音でき、35mmフィルム1,000フィートの撮影時間には十分だった。

3番目の重要な技術革新は、録音と再生の両方を大きく改善した。それは録音と増幅に関する電子工学の進歩である。1922年、AT&Tの製造部門ウェスタン・エレクトリックの研究部門がサウンド・オン・ディスク方式とサウンド・オン・フィルム方式の両方について重点的な研究を開始した。1925年、同社は高感度のコンデンサ・マイクと録音装置を含む大幅に改善された電子音響システムを発表した。同年5月、同社はこれを映画用システムに利用するライセンスを起業家 Walter J. Rich に与えた。彼はヴィタグラフ・スタジオに資金提供しており、その1カ月後にワーナー・ブラザースがその半分の権利を買い取った。1926年4月、ワーナーはAT&Tと映画音響技術に関する独占契約を結び、それが『ドン・ファン』と付随する短編映画製作につながった。この間、ヴァイタフォンだけがAT&Tの特許を独占的に使用でき、ワーナーの発声映画の音質は他社の追随を許さないほど高かった。一方ベル研究所として独立したAT&Tの研究部門は増幅技術を急激に進化させていき、劇場全体にスピーカーで音を響かせることができるシステムを完成させた。その新たな振動コイル型（ダイナミック型）スピーカーシステムがニューヨークのワーナーの劇場に同年7月に設置され、そのシステムに関する特許は『ドン・ファン』公開のわずか2日前の8月4日に出願された。
AT&Tとウェスタン・エレクトリックは同年、映画関連の音響技術の権利を専門に扱う Electrical Research Products Inc. (ERPI) を創設した。ヴァイタフォンはまだ独占的権利を持っていたが、ロイヤリティ支払いが遅れたため、ERPIが実質的な権利を持つことになった。1926年12月31日、ワーナーはフォックス・ケースにウェスタン・エレクトリックのシステムを使用できるサブライセンスを提供し、その代わりにワーナーとERPIがフォックスの関連する収益の一部を受け取る契約を結んだ。3社は関連する特許についてクロスライセンス契約を結んだ。優れた録音/増幅技術はこれによってハリウッドの2つのスタジオで利用可能となった。しかも両スタジオはトーキーの方式が全く異なっていた。この翌年、発声映画が商業的に大きく飛躍することになった。

### 「トーキー」の成功
1927年2月、ハリウッドの当時の大手映画会社5社（パラマウント、MGM、ユニバーサル、First National、セシル・B・デミルの Producers Distributing Corporation (PDC)）がある合意に達した。この大手5スタジオは発声映画の互換性を保つために5社がひとつのプロバイダを選ぶことで合意したのである。そして、先駆者がどういう結果になっているかをじっくり検討した。同年5月、ワーナー・ブラザースは独占権を（フォックス・ケースのサブライセンスといっしょに）ERPIに買い戻してもらい、フォックスと同等の技術使用契約を新たに結んだ。フォックスとワーナーは発声映画について技術的にも商業的にも異なる方向へと向かっていた。フォックスはニュース映画や音楽劇に向かい、ワーナーは長編映画に向かっていた。ERPIは大手5スタジオと契約することで市場を独占しようと考えた。

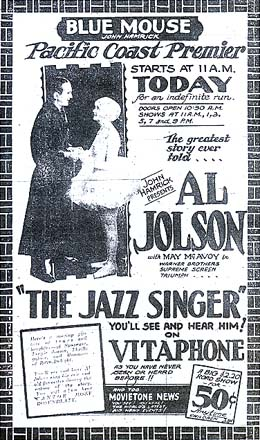
ワシントン州タコマの最新設備をそろえた映画館の新聞広告。ヴァイタフォンの『ジャズ・シンガー』とムービートーンのニュース映画を1枚の入場券で見ることができるとされている。

この年、発声映画はあらゆる既知の有名人を利用して大々的に宣伝された。1927年5月20日、ニューヨークのロキシー劇場で同日早朝に大西洋横断飛行に旅立ったチャールズ・リンドバーグの離陸のニュース映画をフォックスのムービートーンで上映した。また6月にはリンドバーグが帰還し、ニューヨークやワシントンD.C.で歓迎される様子を同じくフォックスの発声ニュース映画で伝えた。これらは今日までに最も賞賛された発声映画とされている。フォックスは同年5月に台詞を同期させたハリウッド初の短編劇映画 They're Coming to Get Me（主演はコメディアンの Chic Sale）を公開している。フォックスは『第七天国』などの無声映画のヒット作を公開した後の9月23日、ムービートーン初のオリジナル長編『サンライズ』（監督F・W・ムルナウ）を公開した。『ドン・ファン』と同様、フィルムのサウンドトラックには音楽と効果音が入っており、群衆シーンでは特に誰のものともわからない声も入っていた。
そして1927年10月6日、ワーナー・ブラザースの『ジャズ・シンガー』が公開された。国内と海外を合わせた興行収入は262万5千ドルであり（ワーナーの前作より100万ドルも多い）、中堅クラスのスタジオとしては破格の大成功だった。ヴァイタフォンで製作された映画は、『サンライズ』や『ドン・ファン』と同様に音楽と効果音が基本で、撮影時の録音は使っていない。ただしアル・ジョルソンが映画の中で歌うシーンがあるが、その歌と台詞はセットで録音されたもので、他に母親とのやりとりもその場で録音されたものだった。そのため、セット内の自然な音が聞こえる。『ジャズ・シンガー』のヒットは当時既に大スターだったジョルソンの人気によるところが大きく、初の部分的同期音声を使った映画だという点が大きく寄与したとは言えないが、その収益は映画産業にとってそのテクノロジーに投資する価値があることを十分に示していた。
商業発声映画については、『ジャズ・シンガー』のヒットの前後で状況は特に変化しなかった。（落伍したPDCを除く）4大スタジオとユナイテッド・アーティスツといった大手が映画製作現場と劇場のための機器を更新すべくERPIと契約するのは1928年5月以降のことである。当初、ERPIは全ての契約劇場をヴァイタフォン対応にし、その多くでムービートーンの上映もできるようにした。両方のテクノロジーにアクセス可能になっても、多くのハリウッドの映画会社はまだ発声映画を製作しなかった。ワーナー・ブラザースを除くスタジオは部分トーキーですらなかなかリリースしようとしなかったが、低予算指向の Film Booking Offices of America (FBO) が『ジャズ・シンガー』から8カ月後の1928年6月17日にやっと『夢想の犯罪 (The Perfect Crime) 』を公開した。FBOはウェスタン・エレクトリックと競合するゼネラル・エレクトリックのRCA部門が実質的に支配しており、同社は新たなサウンド・オン・フィルム方式RCAフォトフォンを売り込もうとしていた。可変密度方式だったフォックス・ケースのムービートーンやド・フォレストのフォノフィルムとは異なり、RCAフォトフォンは可変領域方式であり、音声信号を最終的にフィルムに焼き付ける段階を改良したものである。サウンド・オン・フィルム方式では、音声信号を電灯の光の強さに変換し、その光を使ってフィルムに信号を焼き付ける。可変密度方式はフィルム上の帯の明暗の変化で音声信号の変化を表し、可変領域方式ではその帯の幅を変化させる。同年10月までに、FBO-RCA同盟はハリウッドで最新のスタジオRKO創設にこぎつけた。

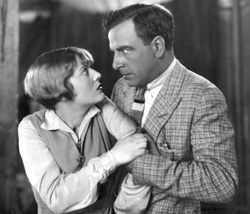
映画『煩悩 (en) 』の ドロシー・マッケイルとミルトン・シルズ。ファースト・ナショナル初のトーキーで、1928年12月に公開された。その2カ月前にワーナー・ブラザースがこのスタジオの経営権を得ている。

その間、ワーナー・ブラザースは『ジャズ・シンガー』ほどではないが高収益な3本のトーキーを公開した。同年3月には『テンダーロイン (en) 』が公開されている。この映画をワーナーは全ての台詞の音声が入っていると宣伝したが、台詞があるのは88分のうち15分だけだった。4月には 『祖国の叫び (Glorious Betsy)』、5月には The Lion and the Mouse（こちらは台詞部分が31分ある）を公開した。1928年7月6日には初の完全トーキー長編映画 『紐育の灯』 が公開された。ワーナーがこの映画にかけた制作費はわずか2万3千ドルだったが、興行収入は125万2千ドルで50倍以上の利益を得た。9月には再びアル・ジョンソンを主演に起用した部分トーキー『シンギング・フール (en) 』を公開し、『ジャズ・シンガー』の倍の収益を得た。このジョルソンの2本目の映画は、ミュージカル映画が歌を全国的にヒットさせる力があることを示した。9カ月以内にジョルソンの楽曲 "Sonny Boy" はレコードが200万枚、楽譜が125万枚売れた。同じく1928年9月には ポール・テリー が同期音声つきアニメ映画 Dinner Time を公開した。これを見たウォルト・ディズニーはすぐさま発声映画の製作にとりかかり、ミッキーマウスの短編映画『蒸気船ウィリー』を公開した。しかし、これらの短編アニメーション作品が公開される2年前の1926年にマックス・フライシャーがセリフと映像を完全にシンクロさせた短編トーキーアニメーション映画『なつかしいケンタッキーの我が家(原題:My Old Kentucky Home)』をすでに公開していた。
ワーナー・ブラザースがトーキー人気で莫大な利益を稼ぎ始めたのを見て、他のスタジオも新テクノロジーへの転換を急ぎ始めた。最大手のパラマウントは9月後半に初のトーキー『人生の乞食 (en) 』を公開したが、台詞はほんの少ししかなかった。それでも新技術の力を認識するには十分だった。パラマウント初の完全トーキー『都会の幻想 (en) 』は11月に公開となった。"goat glanding" と呼ばれる工程が広く採用された。これは、無声映画として撮影した映画（公開済みの場合もある）に後から台詞や歌を追加するものである。ほんの数分間の歌を加えただけでその映画はミュージカルに生まれ変わる。グリフィスの『夢の街』も基本的には "goat gland" だった。時代の流れは急速に変化し、1927年には単なる「流行」だったトーキーは1929年には標準的手法となった。1928年12月にフォックスが全編トーキーの西部劇『懐しのアリゾナ』を、翌1929年の1月にはMGMが全編トーキーのミュージカル映画『ブロードウェイ・メロディー』を発表した。『ジャズ・シンガー』公開から16カ月後の1929年2月、大手スタジオで最後までトーキーを製作していなかったコロンビア ピクチャーズが初の部分トーキー長編 Lone Wolf's Daughter を公開した。同年5月末、ワーナーの世界初の完全カラー/完全トーキー長編『エロ大行進曲 (en) 』が公開された。アメリカでは都市部を除いた大多数の映画館に音を出すための設備がまだ設置されておらず、スタジオ側もトーキーが全ての人々に受け入れられると確信していたわけではなかったため、1930年代中ごろまでのハリウッド映画はトーキー版とサイレント版の2バージョンで製作されることが多かった。当時誰も予想していなかったが、無声映画はその後すぐに過去のものとなっていった。ハリウッド製の最後の無声映画としては、Hoot Gibson主演の西部劇 Points West がある。これはユニバーサルが1929年8月に公開した。

### ヨーロッパにおける移行
『ジャズ・シンガー』は1928年9月27日にロンドンのピカデリー・シアターでヨーロッパ初公開となった。映画史家 Rachael Low によれば「多くの業界人がトーキーへの転換は避けられないと悟った」という。1929年1月16日、ヨーロッパ初の長編トーキーが公開になった。ドイツ映画の『奥様お手をどうぞ』である。ただし台詞はなく、Richard Tauber が歌を数曲披露しているだけだった。この映画では、トリ＝エルゴンを引き継いだドイツ-オランダ系企業 Tobis が開発したサウンド・オン・フィルム方式を採用していた。Tobisはヨーロッパにトーキー市場が出現することを見越して参入し、ドイツの有力電機企業2社の合弁会社 Klangfilm と同盟を結んだ。1929年初めには Tobis と Klangfilm は録音・再生技術の売り込みを開始した。ERPIがヨーロッパ各地の劇場でトーキー設備の設置を開始すると、Tobis-Klangfilm はウェスタン・エレクトリックがトリ＝エルゴンの特許を侵害していると主張し、アメリカの技術が各地に設置されるのを阻止した。ちょうどRCAが録音システムを売り込めるように映画産業に参入してトーキー化を推進したように、Tobisも自ら映画スタジオを設立した。
1929年、ヨーロッパの映画会社の多くはトーキーへの転換のためハリウッドと手を組んだ。このころのヨーロッパのトーキーは外国で製作されることが多かった。これは、自国のスタジオをトーキー用に改修していたという面もあるが、同時に自国語以外の外国語で映画を製作して海外に売るという思惑もあった。ヨーロッパ初の2つの長編トーキーのうちの1つ The Crimson Circle は、複雑な経緯で国際的な製作となった。元々は監督 Friedrich Zelnik により Efzet-Film が製作した無声映画 Der Rote Kreis としてドイツで1928年に公開された。イギリスの British Sound Film Productions (BSFP) がこれに後から英語の台詞を追加した。BSFPはド・フォレストのフォノフィルムの子会社である。これが1929年3月にイギリスで公開された。同時期に公開された The Clue of the New Pin はイギリスで全編製作された部分トーキーで British Photophone と呼ばれるサウンド・オン・ディスク方式を使用している。Black Waters はイギリスの映画会社がハリウッドで全編製作したもので、ウェスタン・エレクトリックのサウンド・オン・フィルム方式を採用していた。これらはいずれも大きな影響を与えることはなかった。
ヨーロッパ映画で最初に成功したトーキーとしては、イギリスの『恐喝』がある。監督は当時29歳のアルフレッド・ヒッチコックで、この映画はロンドンで1929年6月21日に公開された。本来は無声映画として撮影されたが、会話シーンを追加し、音楽や効果音を追加して公開となった。British International Pictures (BIP) による製作で、録音はRCAフォトフォンで行われた。実は、ゼネラル・エレクトリックは Tobis-Klangfilm の市場に関与するためにその親会社であるAEGの株式を取得していた。『恐喝』はかなりのヒット作となった。評論家も概ね好意的だった。例えば辛口で知られた評論家 Hugh Castle は「我々が見たこともない音と静けさのおそらく最も知的な混合物」と評した。
1929年8月23日、オーストリア初のトーキー G’schichten aus der Steiermark が公開された。9月30日には全編ドイツ製作の長編トーキー Das Land ohne Frauen が公開になった。Tobis Filmkunst の製作で、全体の4分の1ほどに台詞があり、音楽や効果音とはかぶらないよう厳密に分離されていた。ただし、興行的には失敗した。スウェーデン初のトーキー Konstgjorda Svensson は同年10月14日に公開された。その8日後、パリ近郊のスタジオで撮影された Le Collier de la reine が公開されている。元々は無声映画として撮影されたもので、Tobisにより音楽と会話シーンが1カ所だけ追加された。これがフランスの長編映画初の会話シーンとなった。10月31日に公開となった Les Trois masques は、パテ-ナタン・フィルムの製作である。これがフランス初の長編トーキーとされることが多いが、撮影はロンドン郊外エルストリーのスタジオ（『恐喝』と同じ）で行われた。その制作会社はRCAフォトフォンと契約を結んでいた。同じスタジオで数週間後に La Route est belle も撮影されている。パリの映画スタジオの多くはトーキー対応の改修が1930年まで伸び、それまでフランスのトーキーの多くはドイツで撮影された。ドイツ初の完全トーキー長編 Atlantik は10月28日にベルリンで公開された。これもロンドン郊外のエルストリーで撮影された映画であり、Les Trois masques や La Route est belle がフランス的と言えるほどドイツ映画らしくなかった。BIPはイギリス人脚本家とドイツ人監督で英語版の Atlantic を製作した。完全なドイツ製トーキー Dich hab ich geliebt はその3.5週間後に公開され、アメリカ合衆国で Because I Loved You として公開され、アメリカで公開された初のドイツ製トーキーとなった。

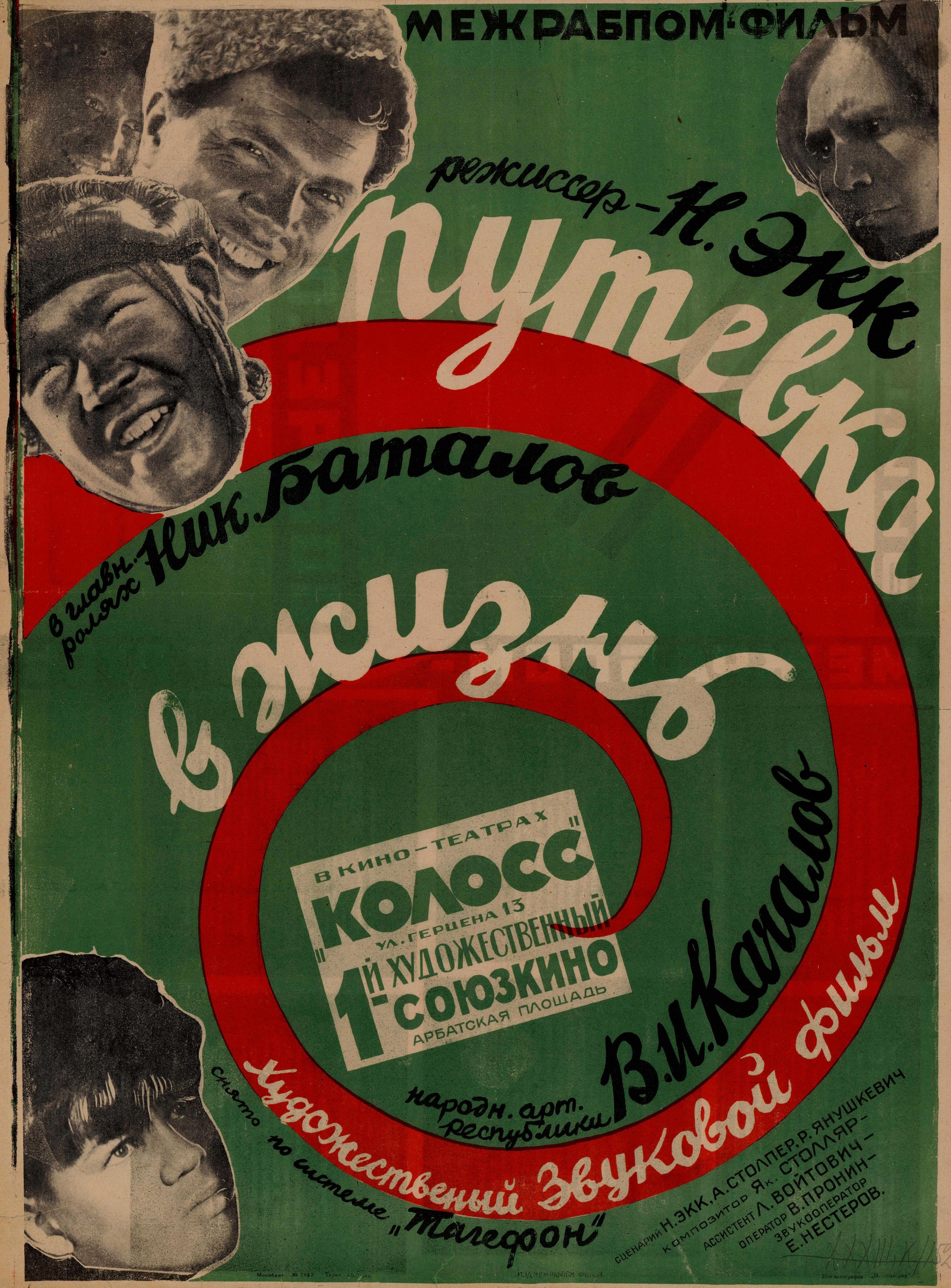
ソビエト連邦初のトーキー Putevka v zhizn（1931年）のポスター。浮浪児問題を扱った映画で、マルセル・カルネは「この優しく純粋なストーリーの忘れがたいイメージにおいて、我々は国家全体の努力を認識できる」と評した。

1930年、サウンド・オン・ディスク方式のポーランド初のトーキー Moralność pani Dulskiej が3月に、完全トーキー Niebezpieczny romans が10月に公開された。イタリアの映画界はかつて盛んだったが1920年代末には瀕死の状態だった。イタリア初のトーキー La Canzone dell'amore は1930年10月に公開され、イタリア映画界は約2年で復活を遂げることになった。最初のチェコ語のトーキー Tonka Šibenice も1930年に公開された。ヨーロッパ映画界ではマイナーなベルギー（フランス語）、デンマーク、ギリシャ、ルーマニアといった国々でもトーキーを制作している。ソビエト連邦では1930年12月に公開されたジガ・ヴェルトフのノンフィクション Entuziazm が最初だが、これは台詞がなく実験的なものだった。Abram Room のドキュメンタリー映画 Plan velikikh rabot には音楽とナレーションが入っている。これらはいずれも独自のサウンド・オン・フィルム方式を使っていた。当時、世界中に200ものトーキーの方式が乱立していた。1931年6月に公開された Nikolai Ekk の劇映画 Putevka v zhizn がソビエト連邦初の完全トーキーとなった。
ヨーロッパでは劇場のトーキー設備設置が映画製作よりも遅れたため、サイレント版も並行して制作するか、トーキーを単に音なしで上映した。イギリスでは1930年末までに60%の劇場がトーキー対応となった。これはアメリカ合衆国とほぼ同程度のペースである。一方フランスでは1932年後半になっても半数以上の劇場がトーキー未対応だった。Colin G. Crisp によれば、フランスの映画業界は1935年ごろまで無声映画が芸術としても商業としてもまだまだ見込みがあると見ており、しばしば無声映画への回帰が起きるのではないかという懸念を表明していたという。このような見方はソビエト連邦でも根強かった。1933年5月の時点でソビエト連邦内の映写機にトーキー設備が設置されたのは2%ほどだった。

### 日本・アジア太平洋における移行

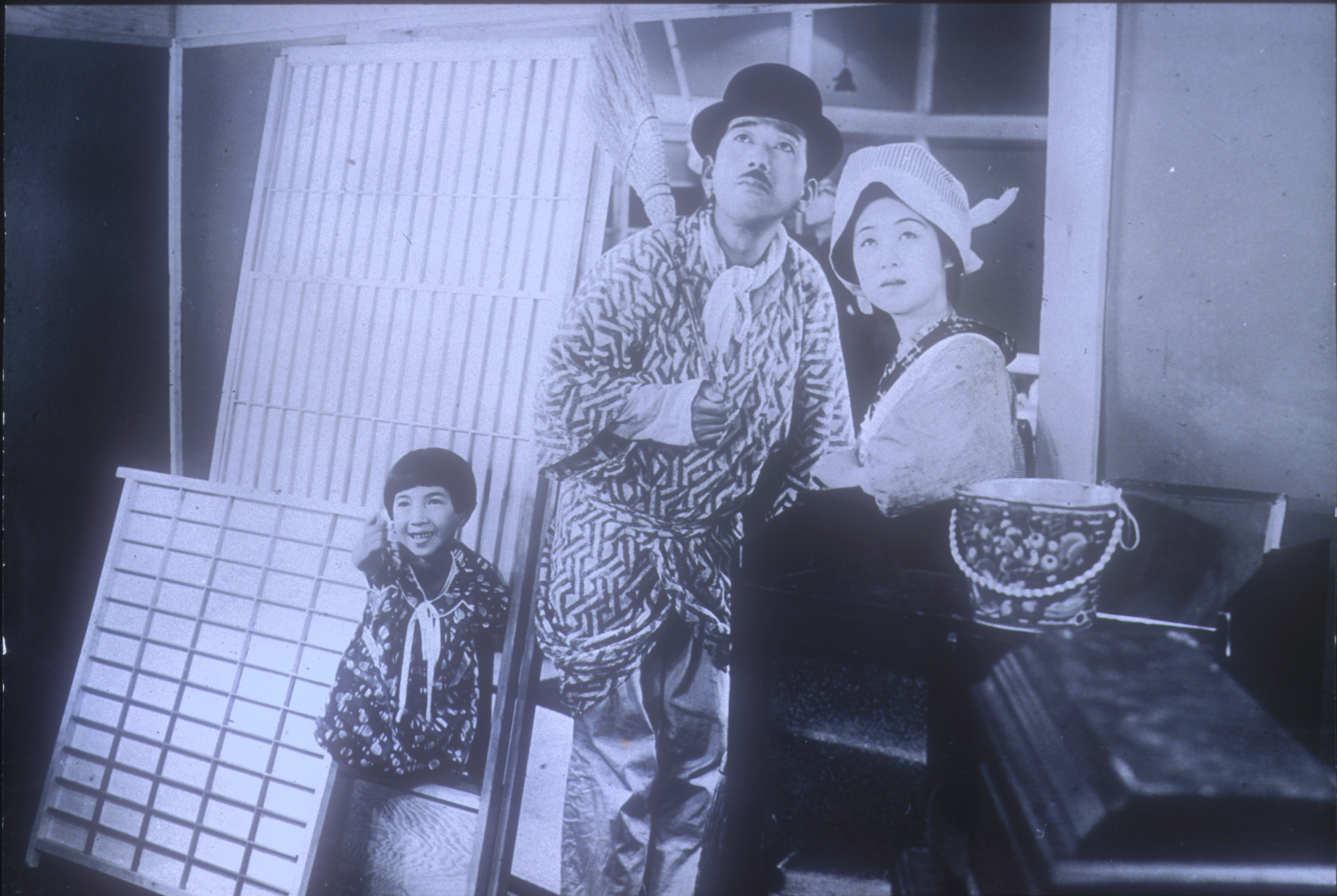
五所平之助監督の『マダムと女房』（松竹キネマ）は日本初の本格的トーキーである。

1920年代から1930年代の日本は世界でも有数の映画製作本数で、アメリカ合衆国に迫る勢いだった。トーキーの製作はかなり早かったが、映画全体がトーキーに完全に移行するのに要した期間は西洋よりも長かった。日本初のトーキーは小山内薫の『黎明』（1927年）でド・フォレストのフォノフィルム方式を使っていたが、技術的問題から公開には至らなかったともいわれている。サウンド・オン・フィルム方式のミナ・トーキー（＝フォノフィルム）を使い、日活は1929年に2本の部分トーキー『大尉の娘』と『藤原義江のふるさと』（監督は溝口健二）を製作した。次いで松竹は1931年に初の国産サウンド・オン・フィルム方式（土橋式トーキー）での製作をおこなった。その間に2年の月日が流れているが、当時の日本の映画はまだ8割が無声映画だった。当時の日本映画界をリードしていた2人の監督、成瀬巳喜男と小津安二郎がトーキーを製作したのはそれぞれ1935年と1936年のことである。1938年になっても日本では3分の1の映画が無声映画だった。
日本で無声映画の人気が持続した背景には活動弁士の存在がある。活動弁士は無声映画の上映中にその内容を語りで解説する職業である。黒澤明は後に活動弁士について、「単に映画の筋を語るだけでなく、様々な声色で感情を表現し、効果音を発し、画面上の光景から喚起される説明を加えた（中略）人気のある活弁士は自身がスターであり、贔屓の活弁士に会うにはその劇場に行く必要があった」と語っている。映画史の専門家 Mariann Lewinsky は次のように述べている。

西洋と日本における無声映画の終焉は自然にもたらされたものではなく、業界と市場の要請によるものだった。（中略）無声映画は非常に楽しく、完成された形態だった。特に日本では活動弁士が台詞と解説を加えていたため、それで全く問題はなかった。発声映画は単に経済的だというだけで何が優れていたわけでもない。というのも、映画館側が演奏をする者や活弁士に賃金を支払わずに済むからである。特に人気の活弁士はそれに見合った賃金を受け取っていた。

同時に、活動弁士という職業があったおかげで、映画会社はトーキーへの設備投資をゆっくり行うことができ、製作スタッフも新技術に慣れる期間を十分にとることができた。

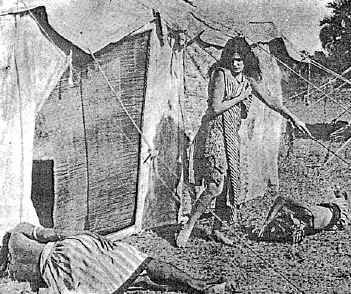
ボンベイで1931年3月14日に公開された映画 Alam Ara。インド初のトーキーで、あまりに人が集まったため警察がその整理のために出動したという。撮影には同時にサウンドトラックが記録される Tanar single-system camera が使われた。

中国では1930年に初の長編トーキー『歌女紅牡丹』が公開された（北京語）。
オーストラリアでは1930年2月に初のトーキー The Devil's Playground が完成していたが、5月に開催された Commonwealth Film Contest で受賞した Fellers が先に公開された。
インドでは1930年9月、1928年の無声長編映画 Madhuri から抜粋したシーンにインドのスターSulochanaの歌声を追加した短編が公開されたのが最初である。インド初の長編トーキーは翌年にアルデシール・イラニ監督が製作したヒンディー語主体の Alam Ara で、他にタミル語主体の Kalidas も同年に公開された。同じ1931年にはベンガル語の Jamai Sasthi やテルグ語の Bhakta Prahlada も公開されている。1932年にはマラーティー語初の映画 Ayodhyecha Raja が公開された（完成は Sant Tukaram の方が早い）。同年、グジャラート語の初のトーキー Narsimha Mehta、タミル語のトーキー Kalava も公開されている。翌1933年、アルデシール・イラニは初のペルシア語のトーキー Dukhtar-e-loor を製作した。
同じく1933年、香港で広東語初のトーキー『傻仔洞房』と『良心』が製作された。香港では2年間で映画業界が完全にトーキーに転換した。
朝鮮半島には日本の活動弁士と同様の職業「弁士（변사）」 pyonsa（または byun-sa）が存在した。映画産業があった国としてはトーキーの製作は最も遅く、1935年のことだった。『春香傳』（춘향전）は伝統芸能パンソリの物語「春香伝」を題材にしたもので、非常に人気のある題材であり、2009年までに15回も映画化されている。

## トーキーの影響

### テクノロジー

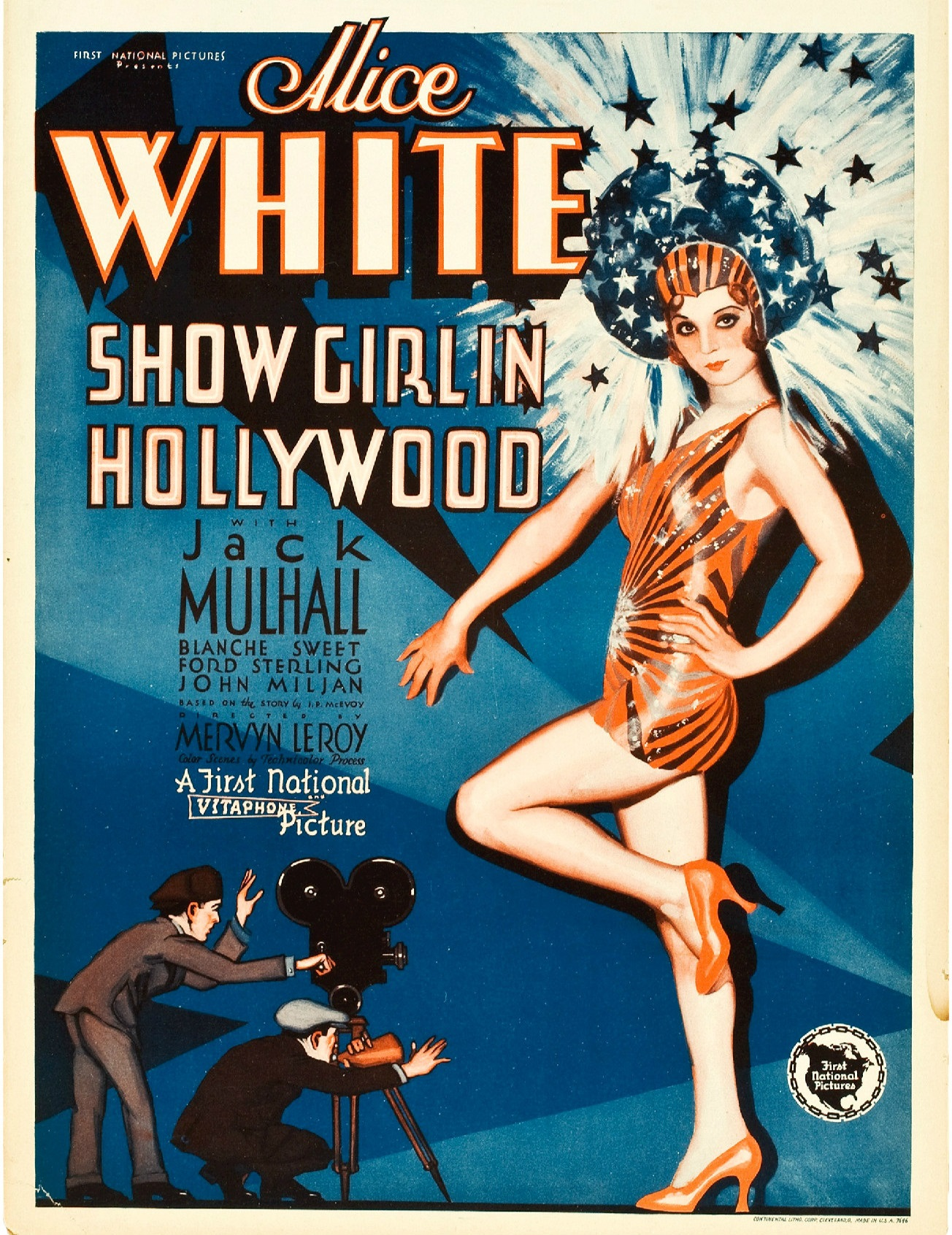
『ハリウッド盛衰記 (en) 』（1930年）は、発声映画製作の舞台裏を描いた最初のトーキー。天井からマイクがぶら下がっている様子や、防音されたブースにカメラが収められた様子が描かれている。ポスターには防音されていないカメラが描かれているが、サウンドトラックを事前に録音したミュージカルシーンの撮影と見られる。

撮影時に録音しようとしたとき、様々な難題が発生した。まずカメラそのものが非常にうるさかったので、防音したキャビネットにそれを格納することが多かった。このためカメラを動かせる範囲が非常に限定されることになった。その対策としてカメラを複数台配置して様々な角度から撮影する方式も採用され、カメラマンらは常に特定のショットを得るためにカメラを解放する方法をなんとか生み出していた。また、マイクロフォンに声が届く範囲にいなければならないため、俳優の動きも不自然に制限されることがあった。First National Pictures（ワーナー・ブラザースがトーキーの成功で買収し、実験的トーキーを作らせた）の『ハリウッド盛衰記 (en) 』（1930年）は、初期のトーキー撮影現場を描いている。発声映画への移行で生じた根本的問題の対策として、カメラのケースは "blimps" と呼ばれる防音設計になり、俳優の動きに追随できるブーム型マイクが考案された。1931年には再生時の音質を高める大きな改良が登場した。それは音声信号を高周波数/中周波数/低周波数に分け、それぞれを対応するスピーカー（ウーファー、スコーカー、ツイーターなど）に送るという方式である。
トーキーは映画そのものにも技術的影響を及ぼした。音を正しく同期させて録音し再生するには、カメラと映写機のフィルム送り速度の標準化が必要であった。トーキー以前から毎秒16コマという一応の標準はあったが、実際にはかなりいい加減だった。撮影側では露光を改善するためや劇的効果のために低速または高速で回されることがあり、また映写側では劇場での上映時間を短縮して上映回数を増やすため、やや速すぎる速度で回されたりもしていた。しかしサウンドトラックが付くと、通常の速度ではない撮影には別録りなどが必要になり、映写ではマスタリング時に意図された速度でなければ速度と音程がおかしくなった音で再生されてしまう。このため、あらたに毎秒24コマという標準が厳密に守る必要があるものとして確立された。また、スタジオ内の撮影で照明に使われていた放電灯は雑音を発生するため、使われなくなった。より静粛な白熱灯に切り替えることで、より高価な高感度のフィルムに転換する必要が生じた。新たに開発された高感度なパンクロマチック・フィルムによって色調が改善され、従来より暗い照明でも撮影が可能となった。
David Bordwell によれば、トーキー技術は迅速に進化していった。「1932年から1935年までに（ウェスタン・エレクトリックとRCAは）指向性マイクロフォンを開発し、フィルム上に録音できる周波数領域を拡大させ、雑音を低減させ……音量の大小の範囲を拡大した」これらの技術革新は芸術性の進歩も意味していた。「録音の忠実度が向上したことで……声質やその高低や大小の幅が広がり、演劇的な可能性が高まった」 もう1つの基本的問題は、1952年の映画『雨に唄えば』で扱われているように、無声映画時代の一部の俳優の声が魅力的でなかったという問題である。この問題は強調されすぎる傾向があるが、俳優の演技力だけでなく声質や歌の才能がキャスティングに影響するのではないかという懸念があった。1935年までに、ポストプロダクションにおけるアフレコの技術が確立され、別の俳優の声をあてることも可能になった。1936年、RCAは紫外線録音システムを導入し、歯擦音や高音の再現性が増した。

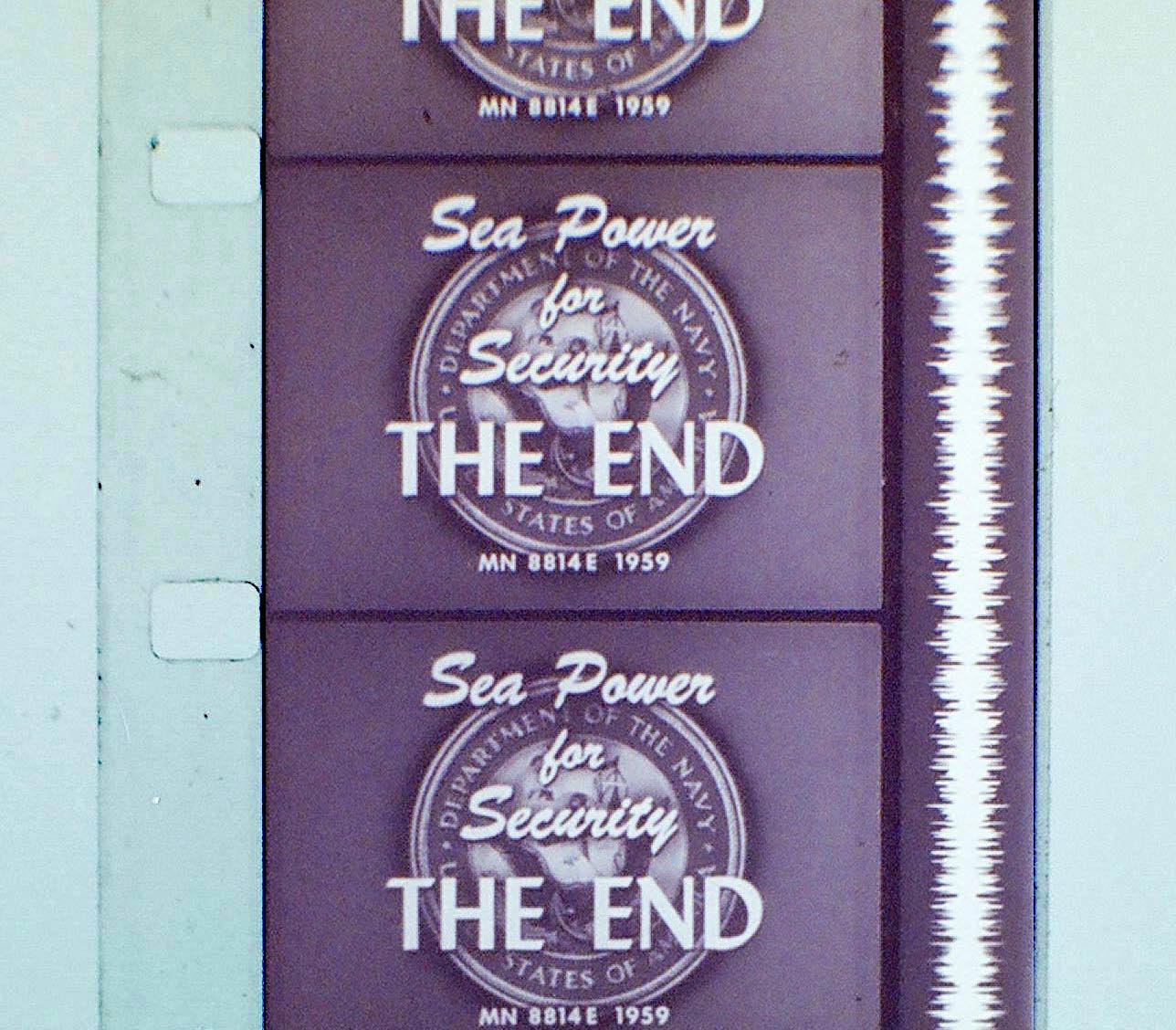
可変領域方式のサウンドトラックの例。白い帯の幅がその時点の音声信号の振幅に対応している。

ハリウッドでのトーキーへの本格的移行により、当初並存していた2つの方式は速やかに1つに収束した。1930年から31年にかけて、サウンド・オン・ディスク方式を採用していた主な映画会社であるワーナー・ブラザースと First National もサウンド・オン・フィルム方式に切り替えた。しかしヴァイタフォン対応の設備を設置した映画館が多かったため、ハリウッドでは数年間、サウンド・オン・フィルム方式で映画を製作すると同時にサウンド・オン・ディスク方式用のレコード盤も生産して配給していた。フォックスのムービートーンもヴァイタフォンの後を追うように使われなくなり、残った方式はRCAの可変領域方式（フォトフォン）とムービートーンを改良したウェスタン・エレクトリックの可変密度方式だけとなった。主にRCAの働きかけにより、両社の親会社（AT&TとGE）は両方式の互換性を確保することを決め、一方の方式で製作したフィルムをもう一方の方式の映写機でも上映できるようにした。これにより残る大きな問題は Tobis-Klangfilmだけとなった。ウェスタン・エレクトリックは1930年5月、オーストリアでトリ＝エルゴン特許の適用範囲をある程度制限するという判決を勝ち取り、Tobis-Klangfilm を交渉のテーブルに着かせることに成功した。翌月クロスライセンス協定が結ばれ、再生時の完全な互換性を確保し、世界を3分割して機器を販売する協定が結ばれた。当時の報告書には次のように記載されている。

Tobis-Klangfilm は、ドイツ、ダンツィヒ、オーストリア、ハンガリー、スイス、チェコスロバキア、オランダ、スウェーデン、ノルウェー、ブルガリア、ルーマニア、ユーゴスラビア、フィンランドでの独占販売権を有する。アメリカ側は、アメリカ合衆国、カナダ、オーストラリア、ニュージーランド、インド、ロシアでの独占販売権を有する。イタリア、フランス、イングランドなど世界の他の地域では両者が販売できる。

これで全ての特許紛争が解決したわけではなく、その後も交渉が続けられ、1930年代を決定付ける協定が結ばれた。この間にアメリカではウェスタン・エレクトリックのシステムからRCAフォトフォンの可変領域方式への移行が進み、1936年末の時点でERPIと契約を結んでいたのはパラマウント、MGM、ユナイテッド・アーティスツだけとなった。

### 職業/雇用

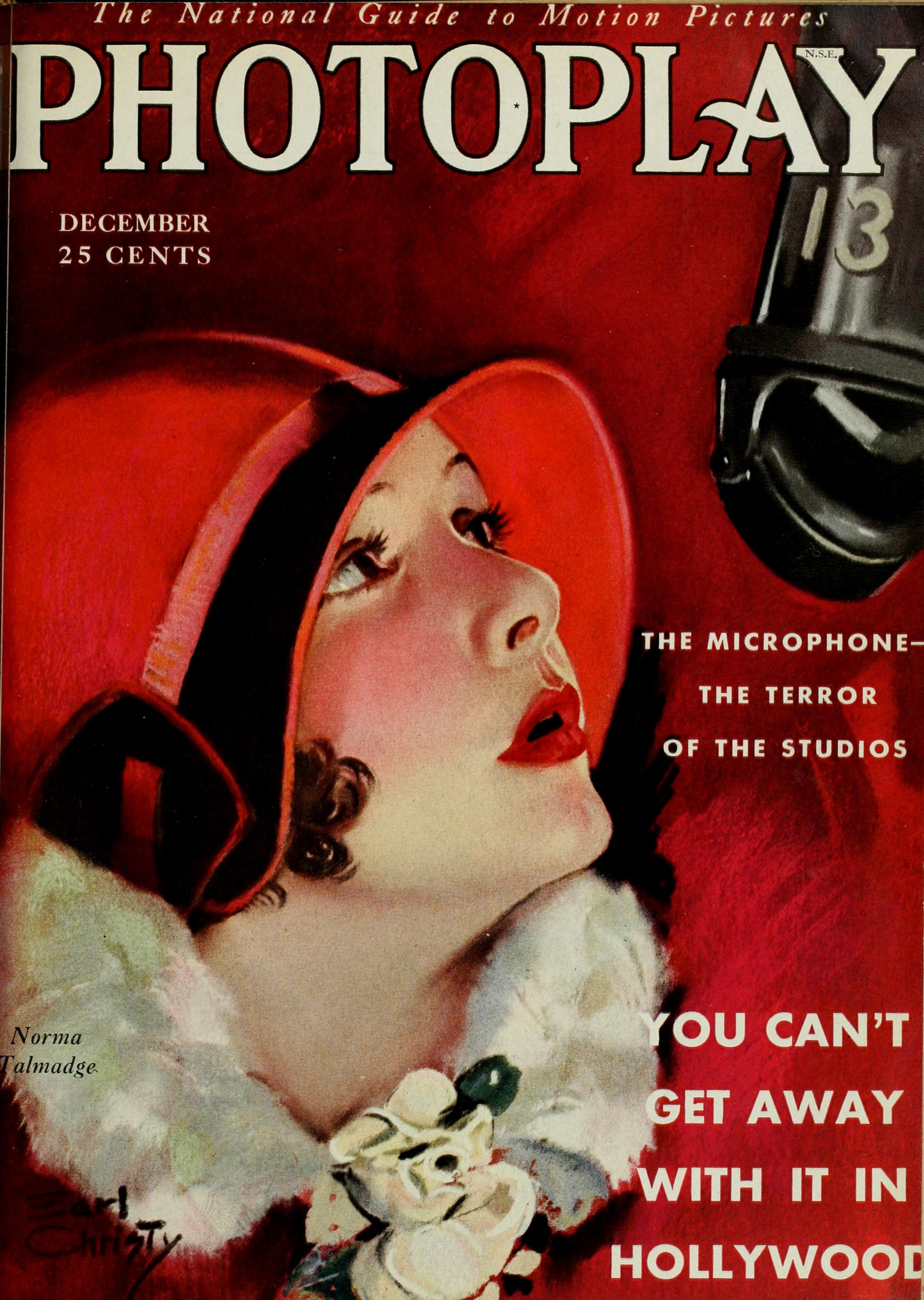
ノーマ・タルマッジが表紙を飾った Photoplay 誌1929年12月号。右下に「ハリウッドではそれから逃れられない」とある。映画史家 David Thomson は「トーキーにより、彼女は上品なかわいさと同時に下品な声を持つことが判明した」としている。

トーキーが映画産業のブームをもたらしている間、当時のハリウッド俳優にとっては雇用上の逆効果を生み出していた。舞台経験のない俳優は突然トーキーに対応できるか否かについて疑問を持たれるようになった。先述したように、訛りがひどい者や容姿と声が合っていない者も無声映画時代にはその欠点を隠せていたが、特に危険な状態に追い込まれた。無声映画の大スターだったノーマ・タルマッジは、そのようにして事実上映画俳優をやめることになった。スイスの有名な俳優エミール・ヤニングスは、トーキーのせいでヨーロッパに戻ることになった。ジョン・ギルバートは声は悪くなかったが、スターとしての風格にあわない声と評され、人気が急落した。観衆は無声映画時代のスターを古風と見なす傾向があり、それはトーキー時代にも適応できる才能を持っていた者に対しても変わらなかった。1920年代に大人気喜劇スターだったハロルド・ロイドの人気も急速に低下した。リリアン・ギッシュは舞台に移り、他の多くの大スターは間もなく引退した。例えば、グロリア・スワンソンやハリウッドでも有名なカップルだったダグラス・フェアバンクスとメアリー・ピックフォードである。女優ルイーズ・ブルックスは、映画会社側がトーキーへの適性を口実にして大スターに支払うギャランティを下げ、いやなら辞めろという態度で俳優たちに迫ったという面もあると後に述懐している。同様にクララ・ボウも声が合わないとされてハリウッドを去ることになったが、真の問題は映画会社経営陣との衝突であり、映画史家 David Thomson は男優ならば平凡ともいえるそのライフスタイルに対して映画会社側が「ブルジョワ的偽善性による反発」で対立したのだとした。バスター・キートンは新たな媒体を探究することにやぶさかではなかったが、MGMはトーキーを導入した際にキートンの従来の映画スタッフを解体し、キートンが創造的な影響力を発揮できないようにした。キートンの初期のトーキー作品はそれなりの利益をもたらしたが、芸術的には見るべきところがない。
無声映画からトーキーに移行してもスターとしての地位を保った数少ない俳優としては、リチャード・バーセルメス、クライヴ・ブルック、ビーブ・ダニエルズ、ノーマ・シアラー、ローレル&ハーディがいる。グレタ・ガルボは英語を母語としない外国人だったが、トーキー移行後もハリウッドスターの地位を維持し続けた。特にチャールズ・チャップリンは『街の灯』（1931年）や『モダン・タイムス』（1936年）で、ほぼ音楽と効果音だけのサウンド版を製作しているという点で他と比較できない。
初期のトーキーはその特徴を生かすためヴォードヴィル劇やミュージカル劇を導入したものが多く、舞台で台詞や歌に慣れていたアル・ジョルソンやジャネット・マクドナルドやマルクス兄弟といったスターがもてはやされた。ブロードウェイで共演していたジェームズ・キャグニーとジョーン・ブロンデルは1930年にワーナー・ブラザースに引き抜かれ、ハリウッド入りした。
ジャネット・ゲイナーはトーキー時代になってからスターになったが、初期の出演作『第七天国』や『サンライズ』は台詞がなかった。ジョーン・クロフォードも同様で『踊る娘達』（1928年）は台詞がなかった。
日本でも映画俳優に影響があった。田中絹代は、下関訛りの甘ったるい声が好評となり、その庶民的な可憐さとあわせてますます人気が沸騰した。入江たか子は、華族的な話し方が庶民の反発を招いたといわれ、やがて人気低下につながったと言われる。阪東妻三郎も人気が低迷し、自身のその甲高い声が原因かと悩んだという。
音楽を録音済みのトーキーが盛んになるにつれ、劇場付きの楽団員も職を失うことになった。劇場の楽団は単に映画の伴奏以上のものだった。歴史家 Preston J. Hubbard によれば「映画館の生演奏は1920年代にアメリカ映画の非常に重要な一面となっていった」としている。映画館の楽団は映画上映前にも演奏を行っていたが、それもトーキー時代の到来と共になくなった。アメリカ音楽家連盟は、演奏者を音楽再生機器に置換する流れに抗議する新聞広告を出したことがある。Pittsburgh Press に出た1929年の広告では、機器による音楽再生を缶詰に譬えている。翌1930年には全米で22,000人の音楽家が映画館での職を失った。
日本では先述したようにトーキーへの移行はゆっくりとしていたが、最終的に活動弁士と呼ばれたサイレント映画の解説者は（リバイバル上映を除けば）ほぼ無用の存在になった。

### 映画産業

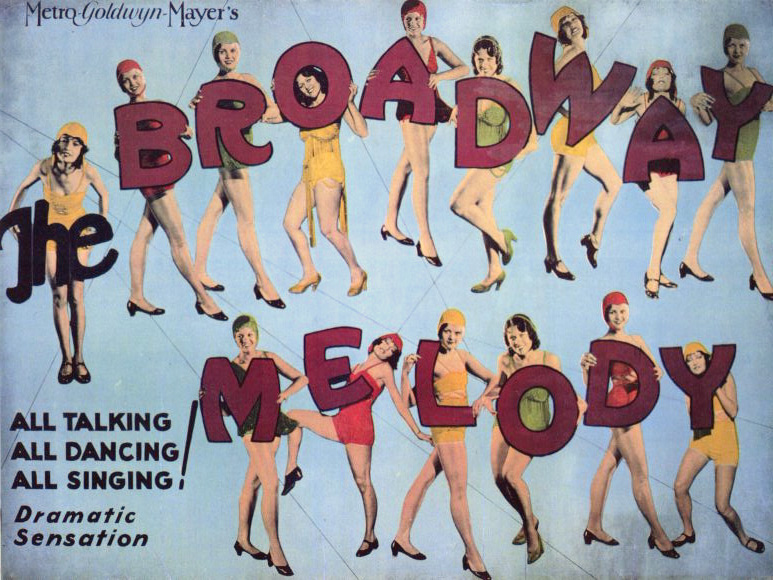
1929年2月1日公開されたMGMの『ブロードウェイ・メロディー』は、ワーナー・ブラザース以外のトーキー初のヒット作である。トーキーとして初めてアカデミー作品賞を受賞。

1926年9月、ワーナー・ブラザースを率いていたジャック・ワーナーはトーキーが商売にならないという趣旨で「彼らは無声映画が外国語にも容易に対応していることを考慮していない。観客はその演技やアクションやプロットから台詞を想像し、体験を無意識に共有しているのだ」と発言したことがある。この発言が間違いだったことは歴史が証明している。ワーナー・ブラザースの売り上げは1927 - 28年度には200万ドルだったものが、1928 - 29年度には1400万ドルに急増している。実際のところトーキーは大手映画会社にとっては明らかにプラスに働いた。同時期にパラマウントの売り上げは700万ドル増え、フォックスは350万ドル、MGMは300万ドル増やしている。RKOは1928年9月にはまだ存在していなかったし、FBO（en:Film Booking Offices of America）は弱小だったが、1929年末には映画業界でそれなりの地位を築いていた。トーキーのブームを過熱させた一因として、トーキーになって初めて可能になったミュージカルというジャンルがある。1929年、ハリウッドでは60以上のミュージカル映画を配給し、翌年にはそれが80以上になった。
1929年10月のウォール街大暴落とそれに続く世界恐慌の中でも、トーキーで勢い付いたハリウッドは繁栄を謳歌し続けた。1929 - 30年の新作公開シーズンの映画業界はかつてない活況を呈し、チケット売り上げも最終的な利益も過去最高を更新した。1930年後半にはさすがに映画市場にも不況の影響が出てきたが、トーキーの登場によって映画が文化的にも産業的にもアメリカ合衆国の重要な分野となり、ハリウッドの地位を維持させることに貢献した。1929年、アメリカ人1人当たりの娯楽への支出のうち映画のチケット代は16.6%を占めていた。これが1931年には21.8%になっている。その後15年間、映画業界は同様の勢いで成長していった。アメリカの映画業界はトーキー以前から世界最大だったが、1929年には輸出した映画フィルムの長さの総計が前年より27%も多くなった。言語の違いがトーキーの輸出を妨げるだろうという懸念は、間違いだったことが判明した。実際トーキー制作のための設備投資は、ハリウッドに比べて相対的に資金不足の海外の映画会社には大きな障害だった。初期には輸出用に別の言語でも映画を製作する手法も採られていたが、1931年中ごろ以降はアフレコと字幕で外国語対応するようになった。1937年ごろまで各国は映画の輸入制限をしていたが、それでも全世界で上映される映画の70%（上映時間ベース）がアメリカ映画となっていた。

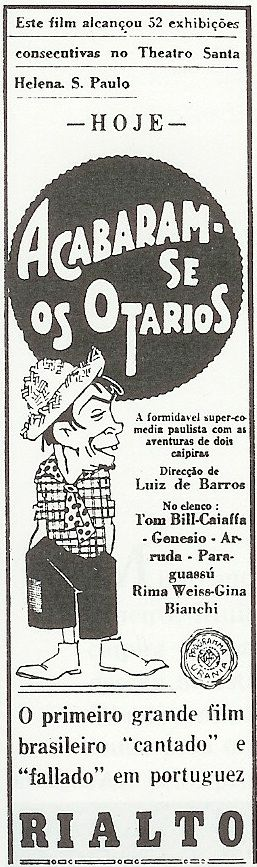
ブラジル（ポルトガル語）の映画 Acabaram-se os otários（1929年）のポスター。イベロ・ロマンス語での初のトーキーである。

ハリウッドの大手スタジオは海外と同様に国内の競合他社についても優位に立った。歴史家 Richard B. Jewell は「トーキー革命は、トーキー機器購入のための借金を返済できなくなった多くの弱小映画会社とプロデューサーを破滅させた」としている。トーキー時代の到来と世界恐慌が重なったため、弱小会社の倒産が相次ぎ、アメリカの映画業界はビッグ5と呼ばれる大手映画会社（MGM、パラマウント、フォックス、ワーナー、RKO）と準大手3社（コロンビア、ユニバーサル、ユナイテッド・アーティスツ）が支配する構造が1950年代まで続くことになった。同じ現象は日本でも発生し独立プロの多くが大手の傘下となった。歴史家 Thomas Schatz によれば、その副作用として大手各社が製作体制を合理化する中で各社独自の性格が生まれ、スタジオ・システムが確立していったとしている。
インドの映画界も同様に急激な変化を経験した。当時の配給会社のある人物は「トーキーの到来と共に、インド映画は独自に明確な地位を築いた。その原動力は音楽である」という。インドのトーキーは当初からミュージカルが主流であり、最初の Alam Ara では7曲の歌が、翌年の Indrasabha では70曲もの歌が唄われている。ヨーロッパではハリウッドとの終わりのない戦いが繰り広げられていたが、インドでは Alam Ara から10年後には90%以上が国産の映画を上映していた。
インドの初期のトーキーはほとんどがムンバイで撮影されたが、トーキー制作はすぐに様々な言語が使われている国土のあちこちに拡散していった。Alam Ara が1931年3月に公開された数週間後、コルカタの Madan Pictures はヒンディー語の Shirin Farhad とベンガル語の Jamai Sasthi を公開した。翌年、パンジャーブのラホールでヒンドゥスターニー語の Heer Ranjha が制作された。1934年に公開されたカンナダ語初のトーキー Sati Sulochana は、マハーラーシュトラ州コールハープルで撮影された。タミル語初のトーキー Srinivasa Kalyanamはタミル・ナードゥ州で撮影された。インドではトーキーが導入されてからトーキーに完全に移行するまでの期間が非常に短かった。1932年には多くの長編トーキーが公開され、1934年には全長編映画172本のうち164本がトーキーになっていた。1934年以降（1952年を除いて）インドは映画製作本数で常に上位3位以内をキープしてきた。

### 芸術としての映画
イギリスの映画学者 Paul Rotha は1930年の The Film Till Now の中で「音声がスクリーン上の映像と同期した映画は、映画本来の目的とはかけ離れたものである。それは映画本来の用途を退行させ破壊する誤った試みであり、真の映画に含めることはできない」と宣言した。このような意見は映画を芸術形態の1つと見ていた当時の人々としては珍しいものではない。ヨーロッパでトーキーを製作して成功を収めていたアルフレッド・ヒッチコックも「無声映画は映画の最も純粋な形態だ」とし、初期のトーキーの多くが「人々が会話する様子を写した写真」とほとんど違わないと断言して憚らなかった。ドイツでは舞台や映画の監督であるマックス・ラインハルトがトーキーについて「舞台演劇をスクリーンに持ってきたもので（中略）独自の芸術形態だった映画を演劇の下位の分野に貶めるもので（中略）絵画の複製のようなものである」と語っている。

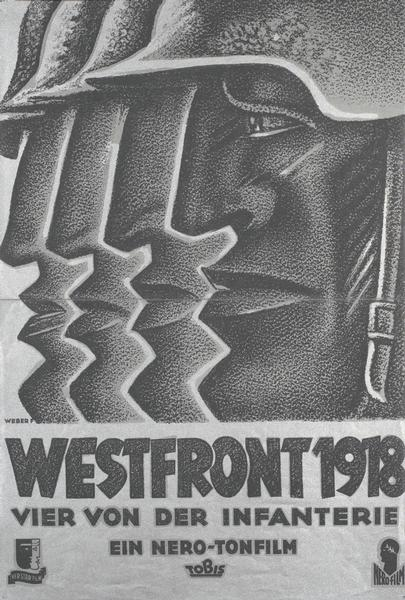
『西部戦線1918年』は戦場の音をうまく再現したことで賞賛された

映画史家や映画ファンの多くは（当時も後世も）、1920年代後半に無声映画が芸術として最高潮に達し、その後のトーキーは芸術性という面ではそれに遥かに及ばなかったという。例えば、映画は時代と共に忘れ去られるものだが、Time Out 誌が1995年に行った100周年を記念した映画の人気投票トップ100には、無声映画が11本も入っていた。トーキーが盛んになったのは1929年からだが、1929年から1933年までの映画で上記のトップ100に入った映画は全て無声映画（1929年の『パンドラの箱』、1930年の『大地』、1931年の『街の灯』）だった（『街の灯』は音楽と効果音のサウンドトラック付きだが、台詞がないため一般に無声映画に分類されている）。この人気投票で最初にランクインしているトーキーは、ジャン・ヴィゴ監督のフランス映画 『アタラント号』（1934年）である。ハリウッド映画のトーキーでは、ハワード・ホークス監督の1938年の『赤ちゃん教育』が最初である。
一般的にも大きく賞賛された最初の長編トーキーとしては、1930年4月1日に公開された『嘆きの天使』がある。この映画はジョセフ・フォン・スタンバーグが監督したもので、ベルリンのUFAスタジオが英語版とドイツ語版を製作した。アメリカ映画で最初に広く賞賛されたトーキーはルイス・マイルストン監督の『西部戦線異状なし』で、同年4月21日に公開された。他に国際的に賞賛されたトーキーとしては、ゲオルク・ヴィルヘルム・パープスト監督の Westfront 1918 がある。歴史家 Anton Kaes はこれを「新たな迫真性」の一例だとし、「無声映画の催眠的な惹きつけ方の強調や光と影の象徴性、さらには寓意的人物像を好む時代錯誤性」によるものとした。文化史研究家らは、1930年末に公開されたルイス・ブニュエル監督のフランス映画『黄金時代』を当時最高の芸術映画だとしている。当時、その性的で不敬で反ブルジョワ的な内容が一種のスキャンダルを巻き起こした。パリ警察はこれをすぐに上映禁止とし、50年間上映できなかった。初期のトーキーで今では多くの映画史家から傑作と呼ばれている作品が、1931年5月11日に公開されたフリッツ・ラング監督の『M』である。ロジャー・エバートは「多くの初期のトーキーが常に台詞を入れようとしていたのに対して、ラングはカメラを通りや安酒場でうろつかせ、ネズミの視点を表現した」と評している。

### 映画的技法
「トーキー (talking film) は歌の本 (singing book) と同様に無用である」とは、1927年、ロシア・フォルマリズム運動のリーダーの1人で評論家のヴィクトル・シクロフスキーの宣言である。このように映画と音声は相容れないと考える人もいたが、多くは新たな創造の場の始まりと見ていた。この宣言の翌年、セルゲイ・エイゼンシュテインを含むソ連の映画製作者らは映像と音声の並置、いわゆる対位法的な映像と音の使用が「前例のない力と文化の高み」に映画を引き上げるだろうと宣言し、「発声映画の手法は映画を単に演劇の撮影手段として国内市場に閉じ込めておくことはなく、映画的に考え方を表現することで世界的にその考えを流通させるという大きな可能性を秘めている」とした。
1929年3月12日、ドイツ初の長編トーキーとしてヴァルター・ルットマン監督の Melodie der Welt が公開された。Tobis Filmkunst の最初の作品で、劇映画ではなく海運会社をスポンサーとするドキュメンタリー映画である。この長編トーキーは、トーキーの芸術的可能性を探究しようとした最初の映画である。映画史家 William Moritz はこの映画について「複雑でダイナミックでテンポが速く……様々な国々の似たような文化を並置しつつ、見事な管弦楽曲を流し……映像に同期した効果音を多用している」と述べている。当時の作曲家 Lou Lichtveld はこの映画に感銘を受けたアーティストの1人である。彼は「Melodie der Welt は世界初の重要な音声付ドキュメンタリーであり、音楽やそれ以外の音が1つに合成された最初の作品であり、音と映像が同一の衝動によって制御された最初の作品である」と述べた。Melodie der Welt はオランダ人の前衛映画製作者ヨリス・イヴェンスの産業映画 Philips Radio（1931年）に直接的影響を及ぼした。Philips Radio での作曲を手がけた Lichtveld は次のように述べている。

複雑な工場の音に音楽的印象を与えるため、完全な音楽から純粋なドキュメンタリーの自然な雑音まで変化させた。この映画にはそのような変化する場面がいくつもある。機械音が音楽のように聞こえる場面や、機械の雑音が音楽の背景を支配している場面、音楽自身がドキュメンタリーとなっている場面、機械の純粋な音だけの場面がある。

同様の実験的手法はジガ・ヴェルトフの1931年の Entuziazm やチャップリンの1936年の『モダン・タイムス』にも見られる。
一部の先進的な監督は、音声を単なる台詞を伝える手段としてだけでなく、映画的ストーリーテリングに必須な部分として活用する技法を生み出した。ヒッチコックの『恐喝』では、登場人物の独白を何度も再現し、「ナイフ」という言葉がぼやけた音の流れから飛び出すようにし、主人公が刺殺事件への関与を隠そうと必死になっている心理を表現している。ルーベン・マムーリアンの最初の作品『喝采』（1929年、パラマウント）では、被写体との距離に比例させて周囲の音の音量を変え、音の深さの幻影を構築した。1人が歌い、別の1人が祈っている場面があり、マムーリアンは歌を観客に聞き分けて欲しかった。マムーリアンによると「彼らは歌と祈りという2つの音を1つのマイクロフォンと1つのチャンネルで録音できないと言った。そこで私は『2つのマイクと2つのチャンネルを使って、あとでそれらを合成してサウンドトラックにしたらどうか?』と提案した」という。後にそのような手法が映画製作で普通に行われるようになった。
録音による利点を最大限に引き出した初期の商業映画としては、ルネ・クレール監督の『ル・ミリオン』がある。1931年4月にパリで公開され、翌月にニューヨークで公開され、大ヒットとなり、批評家にも好評だった。単純なストーリーのミュージカル・コメディだが、音を徹底的に加工したという点が目新しかった。Donald Crafton はこれについて次のように述べている。

『ル・ミリオン』は音響が書き割りのセット以上のものであることを我々に記憶させた。台詞は韻を踏んでいてリズミカルに歌われている。クレールは画面内外の様々な音の間でからかうような混乱を引き起こした。また、彼は本来非同期なはずの音を同期させるという実験も行っている（画面に出てこないフットボールかラグビーの歓声と画面上の登場人物の動きを同期させるシーンがある）。

類似の技法は喜劇映画の一般的テクニックの1つとなったが、それは特殊効果または「色」としてであって、クレールが達成したような包括的かつ非自然主義的デザインの基盤としてではない。喜劇以外の分野では、Melodie der Welt や『ル・ミリオン』で例示されるような音の遊びは商業映画にはほとんど見られない。特にハリウッドでは音響はそれぞれのジャンル毎の映画製作システムにしっかり組み込まれており、ストーリーテリングという伝統的目的にそって映画が製作されている。このような状況を1928年に予見していたのが映画芸術科学アカデミーの Frank Woods である。彼は「将来のトーキーは無声映画によって発展してきた従来からの手法に沿って製作されるだろう……会話シーンは別の取り扱いが必要となる可能性があるが、映画製作の大筋は無声映画と同じになるだろう」としていた。
日本でも時代劇の場合、無声映画では役者が時に何か叫んだりするようなオーバーな演技や大胆なカメラワーク、1カット長廻しによる豪快な殺陣などが主流だったのが、トーキーになるとそれらは鳴りを潜めるようになっていった。
一般的には、1シーン1カット（台詞の間にカットを割らないで人物をとらえる）長廻しの手法が多くとられるようになった。

## 活弁トーキー
サイレント映画に解説をつけるのが活動弁士（活弁）であるが、優れた活動弁士の解説をサイレント作品とともに収録し、映画フィルムあるいはVHS・DVDなどの媒体によって上映するものを活弁トーキーと呼び慣わしている。現在、次の弁士による活弁トーキー版のソフトウェアが販売されている。
- 松田春翠
- 澤登翠
- 美好千曲

### 歴史的文献
- "The Art of Sound" 映画監督ルネ・クレールの1929年5月のエッセイ
- "Asynchronism as a Principle of Sound Film" 映画監督フセヴォロド・プドフキンの1934年のエッセイ
- "Dialogue and Sound" 映画学者ジークフリート・クラカウアーのエッセイ;初出は Theory of Film:The Redemption of Physical Reality (1960)
- "The Film to Come" Guido Bagier。初出は Film-Kurier、1928年1月7日
- Handbook for Projectionists アメリカの主要システムについての技術マニュアル。RCA Photophone、1930年
- "Historical Development of Sound Films" E. I. Sponable による年代記。初出は Journal of the Society of Motion Picture Engineers、1947年4月/5月
- "Merger of the Sound Film Industry—The Founding Agenda of Tobis" 初出はFilm-Kurier誌、1928年7月20日
- "The Official Communiqué:Foundations of the Sound-Film Accord Sales Prospects for the German Electronics Industry" 初出はFilm-Kurier誌、1930年7月23日
- Operating Instructions for Synchronous Reproducing Equipment ウェスタン・エレクトリックの映写システムの技術マニュアル、ERPI、1928年12月
- "Outcome of Paris:Accord Signed/Total Interchangeability—Globe Divided into Three Patent Zones—Patent Exchange" 初出はFilm-Kurier誌1930年7月22日
- "The Singing Fool" 映画評論家 Rudolf Arnheim の1929年ごろのエッセイ
- "Sound-Film Confusion" Rudolf Arnheim の1929年のエッセイ
- "Sound Here and There" 作曲家パウル・デッサウのエッセイ;初出はDer Film誌1929年8月1日
- "Sound in Films" 映画監督 Alberto Cavalcanti のエッセイ;初出はFilms誌1939年11月
- "Theory of the Film:Sound" 映画評論家バラージュ・ベーラの1945年のエッセイ
- "What Radio Has Meant to Talking Movies" - 1931年4月の Radio News に掲載されたユニバーサルの音声技師 Charles Feldstead の予見的エッセイ

### 歴史的映画
- Ben Bernie and All the Lads 1924年のフォノフィルム式発声映画の抜粋;on The Red Hot Jazz Archive website
- A Few Minutes with Eddie Cantor 1924年のフォノフィルム式発声映画;on Archive.org
- Gus Visser and His Singing Duck 1925年の発声映画;on YouTube
- President Coolidge, Taken on the White House Lawn 1924年のフォノフィルム式発声映画;on Archive.org

1. ↑  NHK. “連続テレビ小説 ロマンス｜番組｜NHKアーカイブス”. 連続テレビ小説　ロマンス｜番組｜NHKアーカイブス. 2024年7月29日閲覧。